# Museum Scheldewerf
Het Museum Scheldewerf is een museum over het voormalige Koninklijke Maatschappij De Schelde te Vlissingen. Het bedrijfsmuseum is gevestigd in de voormalige verbandkamer, de latere bedrijfsgeneeskundige dienst van de werf.

## De Schelde
De NV Koninklijke Maatschappij de Schelde werd op 8 oktober 1875 opgericht. Scheepsbouwer Arie Smit nam toen het voormalige Marine Etablissement, de marinewerf, over van de Nederlandse staat. De Schelde hield zich aanvankelijk bezig met scheepsbouw en scheepsreparatie inclusief de fabricage van stoommachines en stoomketels. De scheepsbouw vond plaats op een terrein in de binnenstad van Vlissingen. Ruim 400 schepen werden daar gebouwd, waaronder ook veel schepen voor de Nederlandse marine.
Door opkomende concurrentie ging het bedrijf intensief samenwerken met andere bedrijven, maar desondanks raakte het bedrijf in financiële problemen en in 1983 namen de Nederlandse staat en de Provincie Zeeland de aandelen over. Vanaf 1991 was de naam Koninklijke Schelde Groep BV in gebruik. In 2000 werden de aandelen en de resterende bedrijfsactiviteiten verkocht aan de Damen Shipyards Group te Gorinchem, het terrein ging over naar de gemeente Vlissingen.

## Museum
Het museum is gevestigd in de oude verbandkamer van de werf. Begin jaren zestig verhuisde de bedrijfskundige dienst naar een nieuw gebouw aan de overzijde van de straat. Het gebouw is vervolgens gebruikt door de ondernemingsraad en vakbonden.
In 2003 zette een aantal vakbondsmensen zich in voor het behoud van het gebouw van de vroegere bedrijfsgeneeskundige dienst. In 2008 viel het besluit om een museum over scheepsbouwgeschiedenis in het gebouw te vestigen. De Stichting Scheepsbouwgeschiedenis Vlissingen werd opgericht en deze stichting kreeg het gebouw aanvankelijk voor meerdere jaren in bruikleen, maar op 1 januari 2022 verkocht de gemeente het gebouw aan de stichting.
In het begin was het gebouw een bezoekerscentrum van waaruit rondleidingen over het Scheldeterrein werden georganiseerd. Tegelijkertijd werd de collectie bijeengebracht en gereedgemaakt voor presentatie aan het publiek. 
In het museum wordt de 125-jarige geschiedenis van scheepswerf De Schelde gepresenteerd. In het museum zijn veel instrumenten te zien die gebruikt zijn bij de bouw van de schepen. De bezoeker krijgt verder informatie over de scheepsbouw zelf en over de veertig meter hoge torenkraan die grote elementen naar de helling verplaatste. De torenkraan staat nog altijd aan de kade achter het museum. Er wordt aandacht besteed aan de zorg voor de personeelsleden bij ongevallen en er is ook een grote collectie Delfts blauw keramiek voor jubilarissen van de werf. Verder zijn er diverse schaalmodellen van schepen die op de werf zijn gebouwd, waaronder de Kungsholm.  

## Fotogalerij

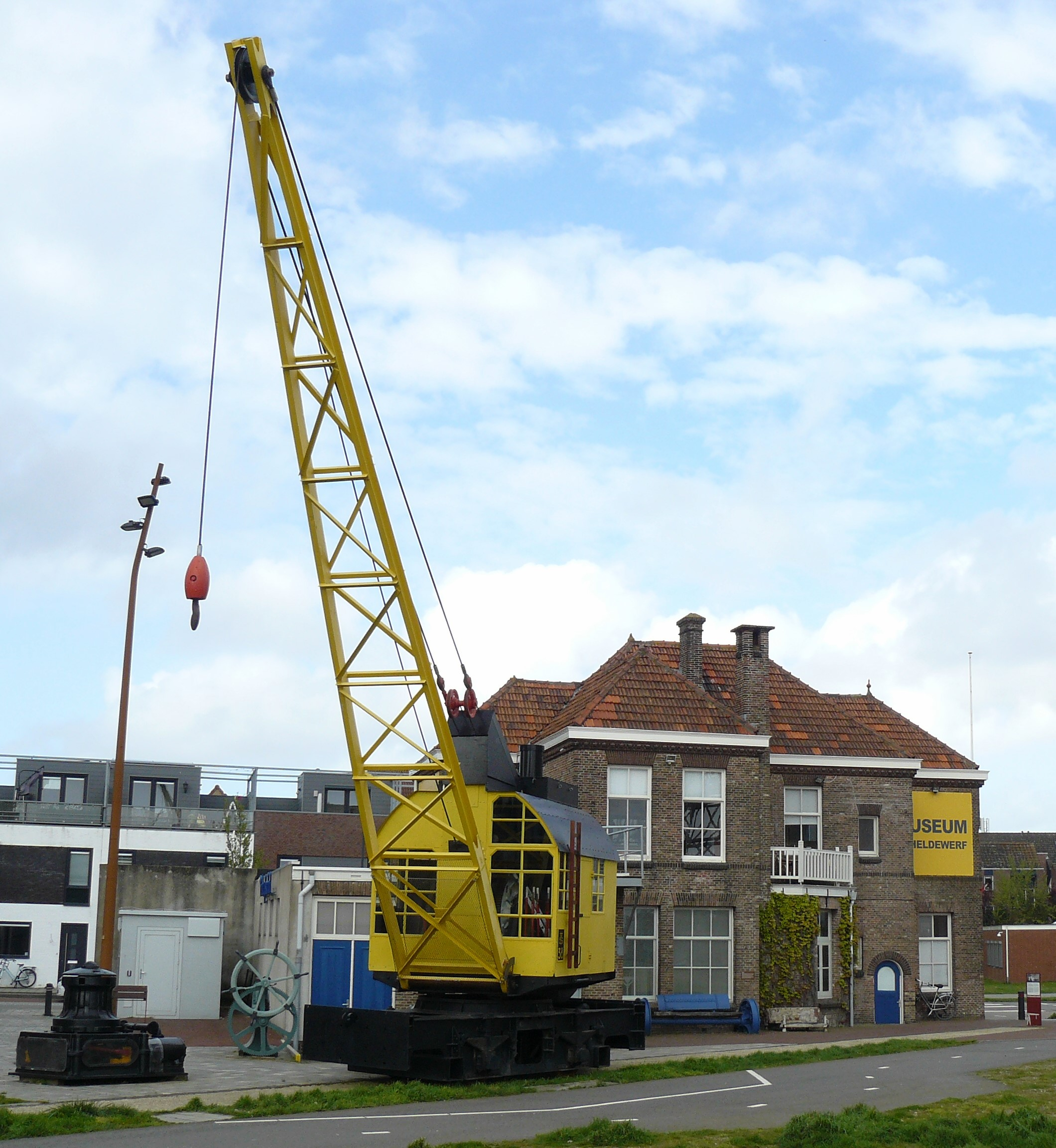
Gebouw met kraan
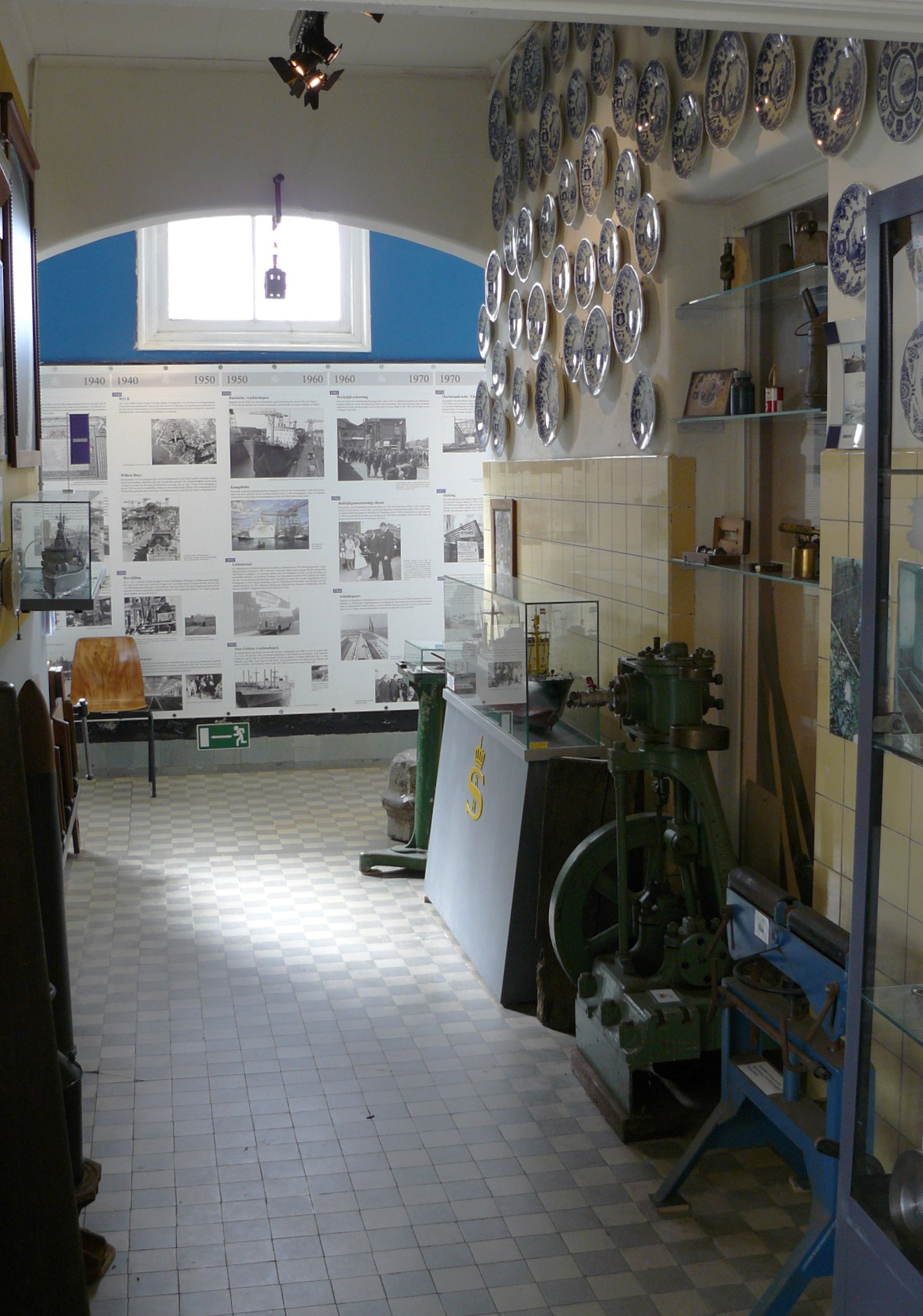
Deel van de collectie
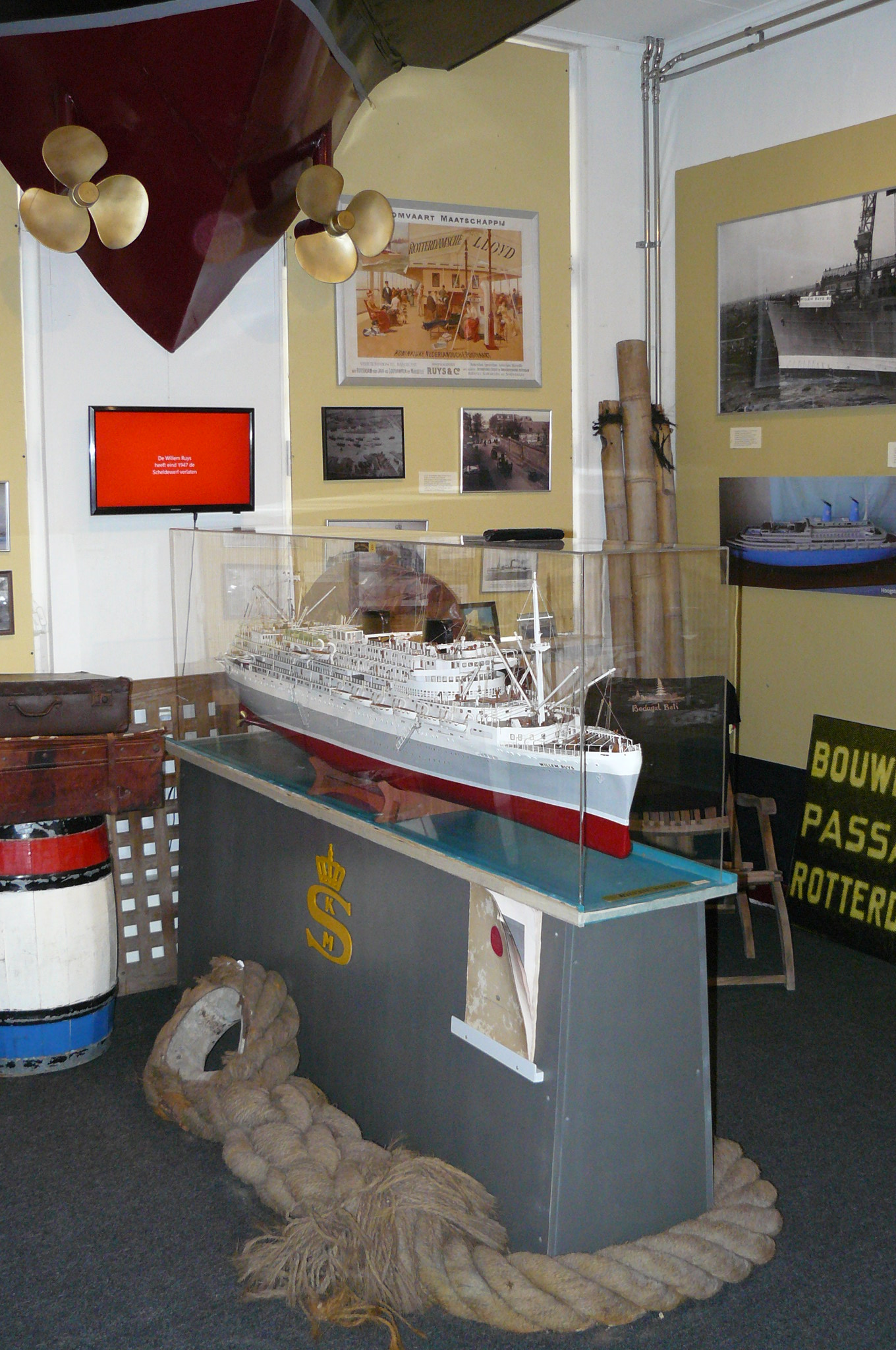
Deel van de collectie met scheepsmodel Willem Ruys
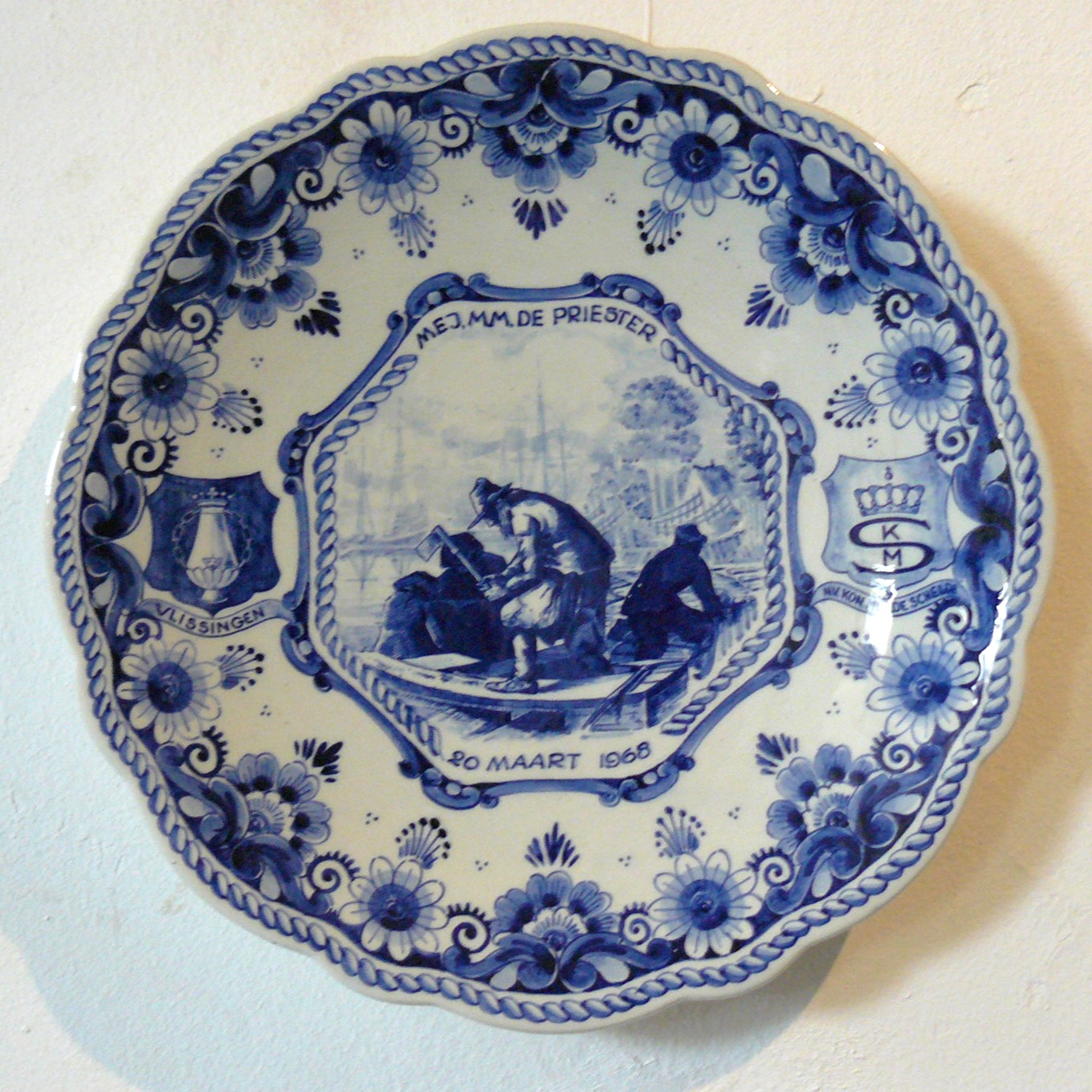
Bord jubilaris